# Kunhalom

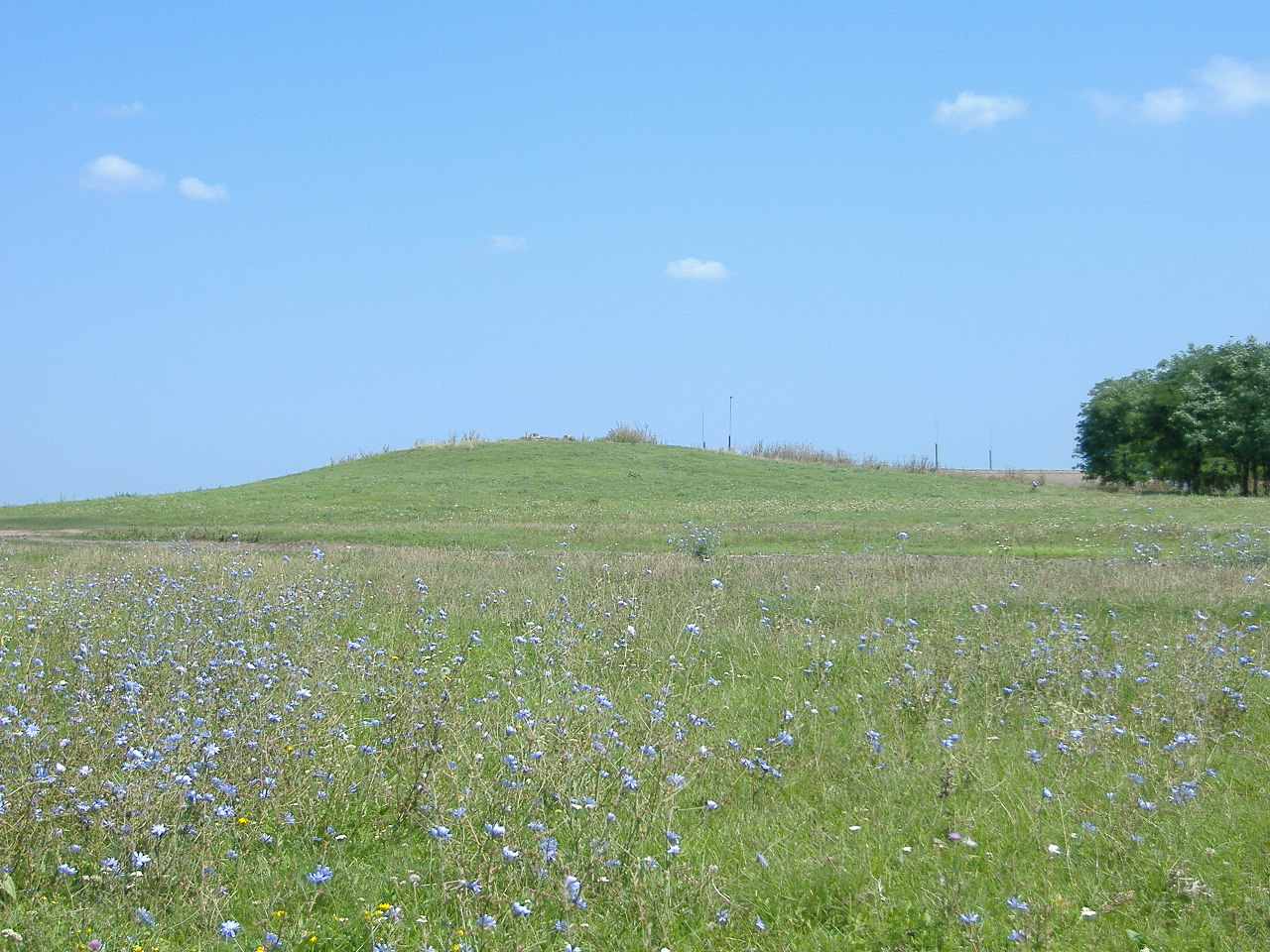
A Szálka-halom a Hortobágyi Nemzeti Parkban

A kunhalom a Kárpát-medence alföldi területén található, mesterségesen létrehozott, jellegzetes földhalmok elnevezése, amelyek igen régről, többségükben a Kárpát-medencei honfoglalás előtti térből és időkből származnak. A kunhalom „olyan, 5–10 m magas, 20–50 m átmérőjű kúp, vagy félgömb alakú képződmény, amely legtöbbször víz mellett, de vízmentes helyen terült el, s nagy százalékban temetkezőhely, sírdomb, őr- vagy határhalom volt.” (Györffy István néprajzkutató)

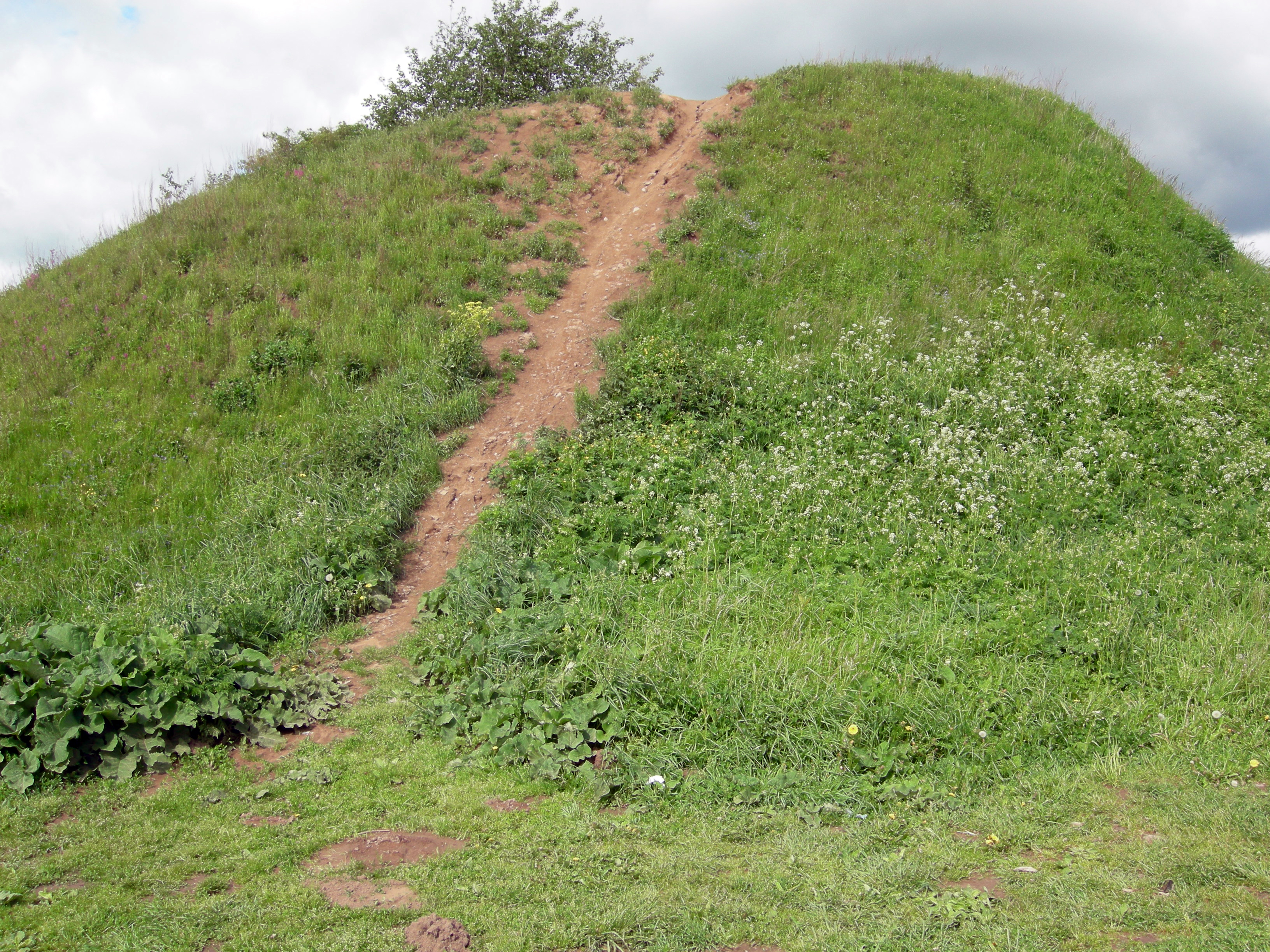
Oleg kijevi fejedelem halomsírja
a Sztaraja Ladoga mellett

## A szó eredete
Nemcsak a régészeti szakirodalom, hanem a népnyelv is megkülönbözteti a természetes és mesterséges kiemelkedéseket. A Nagykunságban és a Jászságban a tájból kiemelkedő képződményeket halomnak nevezik, a Kiskunságban hegynek, és elsősorban szőlőhegyet értenek alatta. (Hegynek a Nagykunságban a hegyes végű dűlőt nevezik.)
A kunhalom elnevezést a szakirodalomban Horvát István használta először a 19. század elején, mivel ezeket a képződményeket a letelepedő kunok művének tulajdonította. Ezzel szemben Ipolyi Arnold hunhalmokat említ. Jerney János őskutató szerint a kunhalom elnevezés a nép számára eredetileg ismeretlen volt, és az irodalomból terjedt el.

## Keletkezésük
A hajdanvolt mintegy 40 000 alföldi kunhalom keletkezése különböző korokra vezethető vissza. A legkorábbi leletek szerint a tellek (lakódombok) egy része már az újkőkorszakban is lakott volt. A rézkorban a halmok kihaltak, de a bronzkorban újra benépesedtek. Ebben az időben jelentek meg a temetkezés céljára szolgáló halmok. A későbbiekben a már meglévő halmokat az itt letelepedett lovasnomád népek (szkíták, szarmaták) tovább használták. A szerepük idővel megváltozott, és már nem lakóhelyként, temetkezési helyeként, hanem őrhelyként és határjelzésként használták őket.
A kunhalmok Magyarországon a legnagyobb számban a Hortobágyon, a Nagykunságban, Csongrád-Csanád vármegye tiszántúli területein, a Jászságban, Békés vármegye északi részein és a Hajdúháton fordulnak elő, de ma még megtalálhatóak Hajdú-Bihar, Jász-Nagykun-Szolnok, Békés, Borsod-Abaúj-Zemplén, Bács-Kiskun, Szabolcs-Szatmár-Bereg, Pest és Fejér vármegyében is. Romániában elsősorban Arad és Temes megyében, Szerbiában pedig a Bánátban és Bácskában tűnnek fel.
Hasonló eredetű földhalmok ugyanakkor Közép-Európa északabbi területein, Lengyelországban és Németországban, sőt Nyugat-Európában, például Hollandiában is előfordulnak. Érdekes, hogy helyenként „hun halmoknak” nevezik őket. A kunhalmokhoz hasonló mesterséges dombok ezenkívül nagy számban találhatók az egész eurázsiai sztyeppevidéken, a szkíták és hunok hajdani területén. Ezek az úgynevezett kurgánok. Ukrajnában és Oroszország déli részén igen sok található belőlük.

## Típusaik
A kunhalmokat csoportosítják méretük vagy alakjuk szerint is, de a leggyakoribb az elsődleges funkció szerinti besorolás.

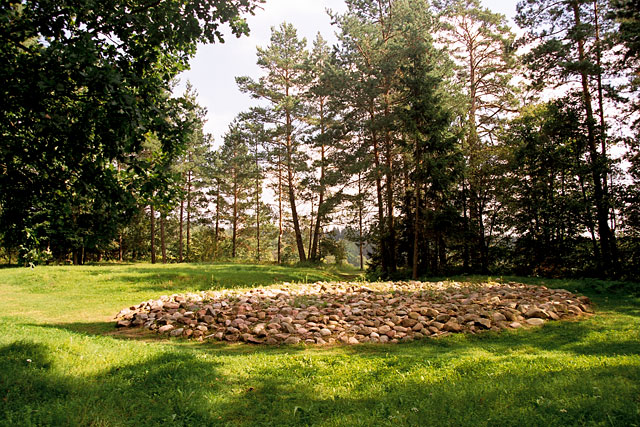
Kurgán Lengyelországban, Suwałki közelében

- Tell (lakódomb): olyan domb, amelyen valaha lakóhelyek voltak. A telleken különböző, általában az újkőkortól a rézkoron át a bronzkorig tartó időszak kultúrrétegei rakódtak egymásra. Alakjuk általában szabálytalan, nagy kiterjedésűek, magasságuk elérheti a 6-8 métert. Létrejöttük lassú, több ezer éves folyamat eredménye. Magyarországon a bronzkori településhalmok vannak többségben.
- Halomsír (kurgán): elődeink a rézkortól egészen az Árpád-korig használták a halmokat temetkezési helyként, temetőként. Kisebb átmérőjűek, mint a lakódombok, kúp alakúak, magasságuk különböző, elérheti a 10 métert is.
- Őrhalom: az alföldi sík vidékeken a tellek közé gyakran emeltek alacsony halmokat figyelő célzattal. Ezek a halmok láncolatot alkottak, és valószínűleg éjjel tűzjelzéssel lehetett üzenni, nappal füstjellel. Alacsony méretük miatt könnyen beszánthatóak, így jelentős részüket korán mezőgazdasági művelés alá vonták.
- Határhalom: a (vár)megyék, települések határait jelölték meg a segítségükkel a középkorban és az újkorban, s így a legfiatalabbak a halmok között. A hármashalmok három település közös határán álltak. Egykorú feljegyzések szerint, hogy a határos települések nevét, valamint az építés idejét egész életére megjegyezze – és így tanúsítani tudja –, egy fiatal fiút alaposan elfenekeltek a frissen emelt halom tetején.

## A kunhalmok értékei
Az alföldi táj egyhangúságát megtörő kunhalmok tájképi értékeik mellett régészeti értékeikkel, valamint állat- és növényviláguk egyediségével tűnnek ki környezetükből. Magyarországon a kunhalmok természetvédelmi oltalom alatt állnak.

### A halmok növény- és állatvilága
A legutóbbi jégkorszak során keletkezett löszt a szelek és a folyók szállították az Alföldre, ahol vastag rétegben lerakódott, és fekete, humuszos csernozjom talajjá alakult. A halmok építésénél a legfelső talajréteget használták fel, így a halomtest ebből a löszös talajból épült fel. Az alföldi löszterületek feltörésével az eredeti löszvegetáció nagy része eltűnt, de a halmokat sokáig megkímélte a földművelő, és csak a nagyüzemi gazdálkodás elterjedésével vonták művelés alá a területeiket.
Ennek ellenére még néhány kunhalmon megmaradt a közel eredeti növényzet, amelynek vezető növényei a taréjos búzafű és a heverő seprűfű. Értékesek a cickafark—sziki csenkesz vagy az ürmös—sziki csenkesz társulások. Sok kunhalmon megtalálható a kunkorgó árvalányhaj és a pusztai csenkesz, de többek között olyan ritkaságokkal is találkozhatunk, mint a magyar szegfű, magyar zsálya és a Sadler-imola; gyakori a közönséges kakukkfű.
A halmok állatvilága is sajátos. A száraz, meleg mikroklímán sok faj találja meg életfeltételeit, így sáskák közül megtalálható az olasz, az imádkozó és a sisakos sáska és sok más rovar, például a mezei és a fekete tücsök, a különböző kabócák és cincérek. A puhatestűeket többek között a tányércsiga és a zebracsiga képviseli, a kétéltűek és a hüllők közül említésre méltó a barna varangy és barna ásóbéka, illetve a fürge gyík. A kunhalmokon élő ürgék és hörcsögök vonzzák a ragadozó madarakat. Az énekesmadarak közül szívesen fészkel a halmok környékén a mezei pacsirta, a fürj és a fogoly. A védett molnárgörény is a halmok lakója.

### Régészet a kunhalmokon
Régészeti szempontból a lakódombok és a sírhalmok keltenek érdeklődést. A telleken az újkőkortól a népvándorlás koráig találhatóak leletek. A halommá emelkedett telephelyek kultúrrétegeiben az ott élt emberek házainak omladékát, edénytörmelékeket, tűzhelyek maradványait, állati csontokat, kagylóhéjakat találtak a kutatók.
A sírhalmos temetkezés alkalmával a halottat a talajszinten szabályos gödörbe temették el, amelyet tölgyfagerendával fedtek, esetleg egy sírkamrát emeltek farönkökből. A halottat általában zsugorított helyzetben helyezték a gödörbe, s különböző használati tárgyakat tettek mellé: kést, kardot, lándzsát, lószerszámot, edényeket. A bronzkori sírokban rendszeresen tettek a halott feje mellé vörös színű okkerrögöt, amelyhez vallási képzetek társultak, hiszen a vörös az élet színe volt. Erre a gödörre emelték a halmot, amelynek földanyagát a környékről szállították oda. Ezek a halmok gyakran az Árpád-korban is temetkezési helyként szolgáltak.
Egy országos felmérés alapján, amelyben 1649 halmot vizsgáltak meg, kiderült, hogy a halmok mindössze 4%-a régészetileg feltárt, 94%-a nem volt feltárva. A maradék 2%-ról a kutatóknak nincs adata.

#### Jelentősebb lelőhelyek

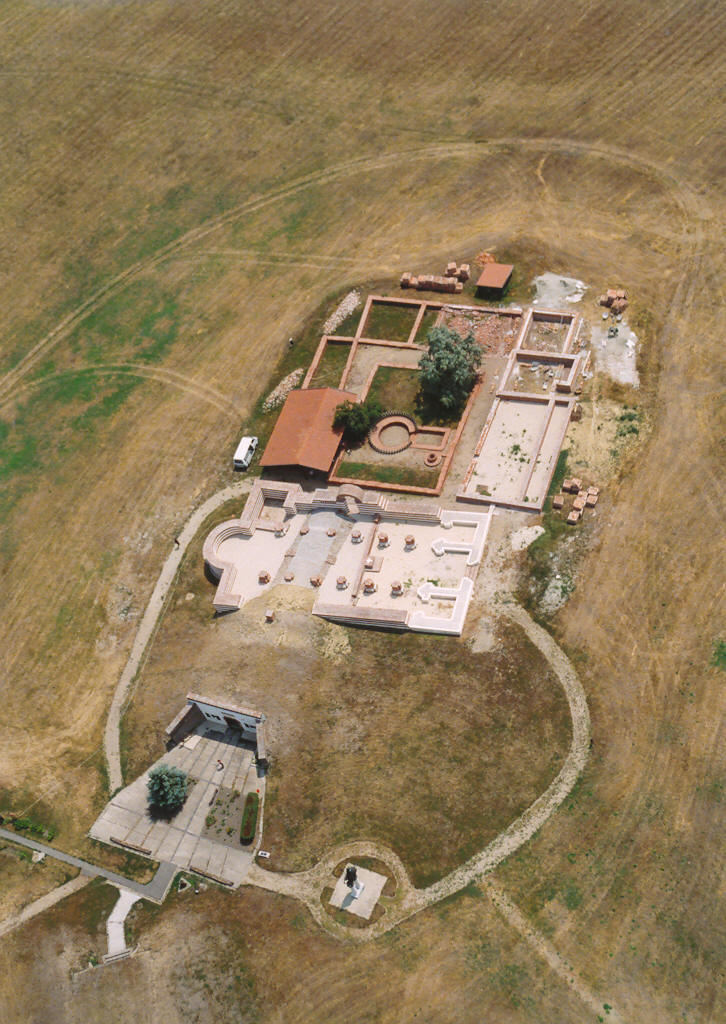
A Vésztő-Mágor Történelmi Emlékhely madártávlatból

- Tószeg, Lapos-halom (Kucorgó): eredetileg 350×100 m alapterületű halom, amelyen 1876-ban Rómer Flóris kezdett ásatást. Kiderült, hogy a halom a magyarországi bronzkori lelőhelyek között is az egyik legjelentősebb. A több évig tartó ásatások folyamán nemzetközileg is értékes leletek kerültek napvilágra. A halom ma töredéke eredeti méretének, a beépítés és a Tisza árvizei hatására már csak egy csonk.
- Túrkeve, Tere-halom: Györffy Lajos, a túrkevei múzeum egykori igazgatója itt sejtette a nagy hun király, Attila fapalotájának helyét. Az 1985-ben elkezdett ásatások 11 bronzkori település rétegeit tárták fel, a mindennapi élet használati tárgyait hozták a felszínre.
- Vésztő, Mágorpusztai Régészeti Feltáróhely: a régészeti munka eredményeként őskori települések maradványai kerültek napvilágra, melyek bizonyítják hogy a Mágor-halom területe már az újkőkorban, a rézkorban és a bronzkorban is lakott volt. Néhány méterrel arrébb Árpád-kori templom és monostorrom maradványait ásták ki.
- Püspökladány, Nyakvágószék-halom (Kincsesdomb): kényszerű feltárásakor (felüljáró építéséhez hordták el) hosszú métereken át a kurgánon belül földfalú, alacsony, kazamataszerű járatok rendjét találták. A hídépítés elpusztította ezt a világraszóló leletet.
- Túrkeve, Bokrosi-halom: 1941-ben, csatornázás közben került elő az a híres honfoglalás kori „ecsegi ezüst tarsolylemez”, amit ma a Nemzeti Múzeumban őriznek.

## Pusztulásuk okai és törvényi védelmük

### A halmok károsodásának, pusztulásának okai

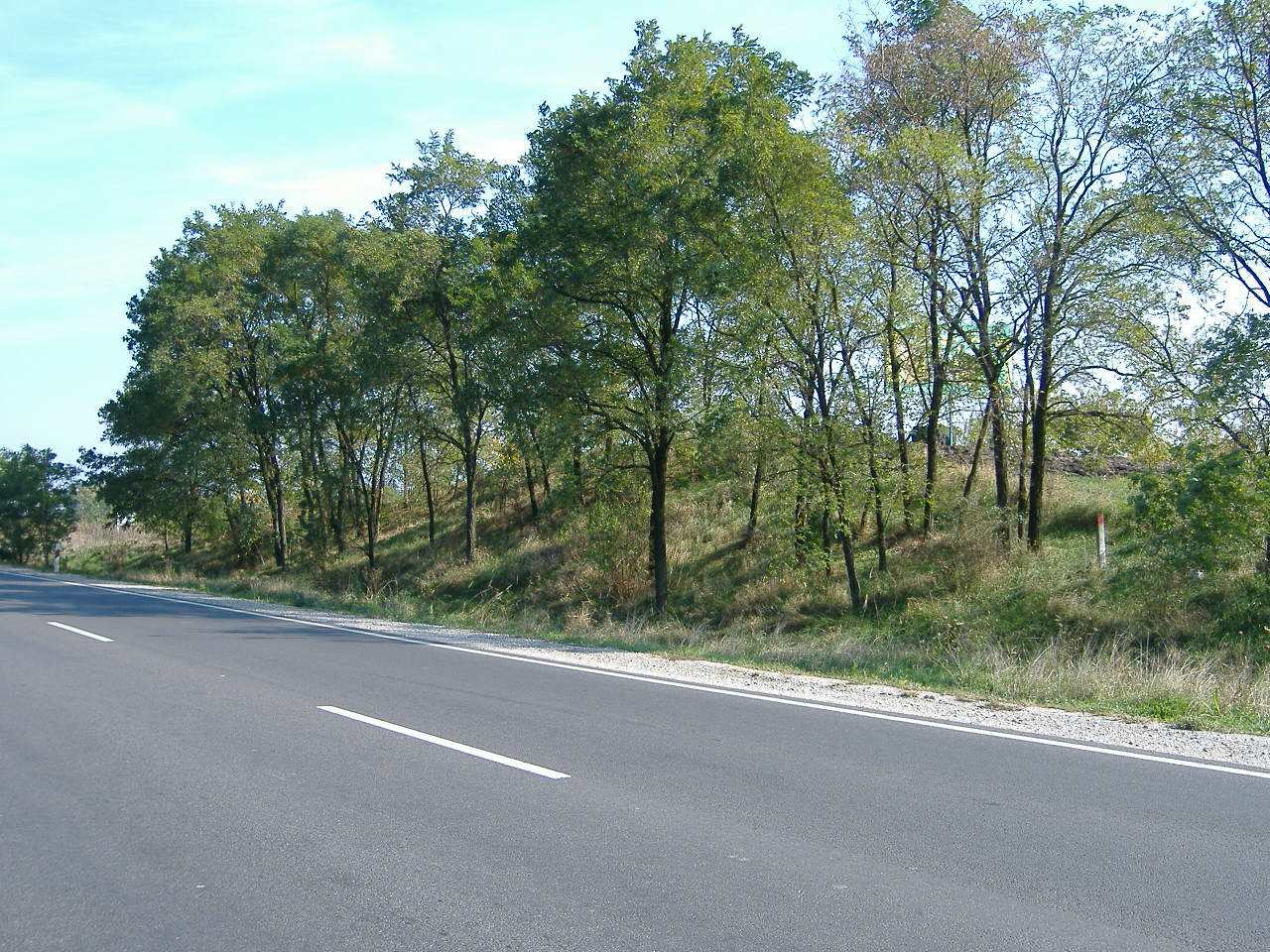
A Nagykerti-halom Kisújszállás határában, a 4-es főút szélesítésekor kettévágták

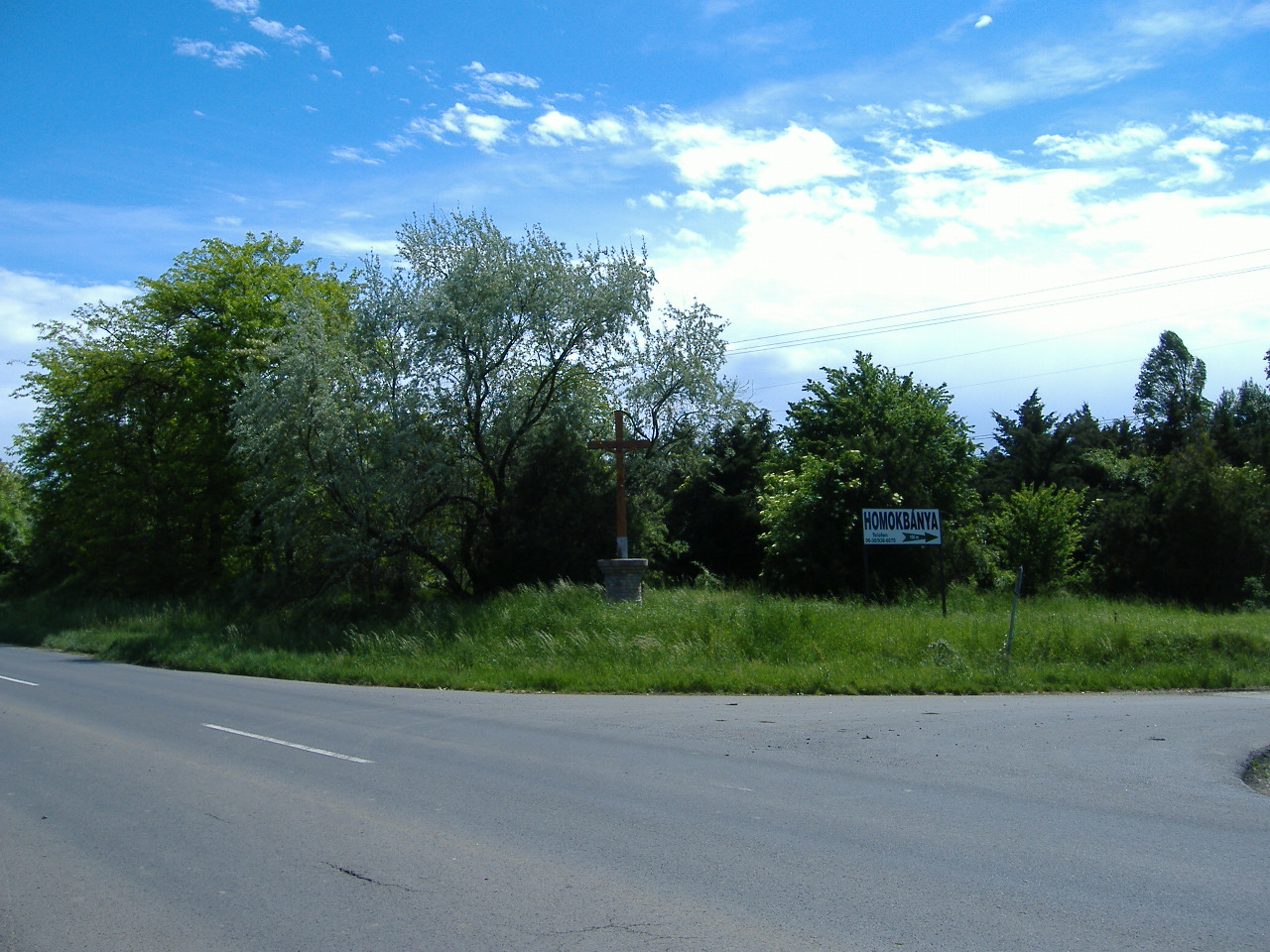
A törökszentmiklósi Pozderka-halomból a fásítás miatt csak ennyi látható a 46-os főútról

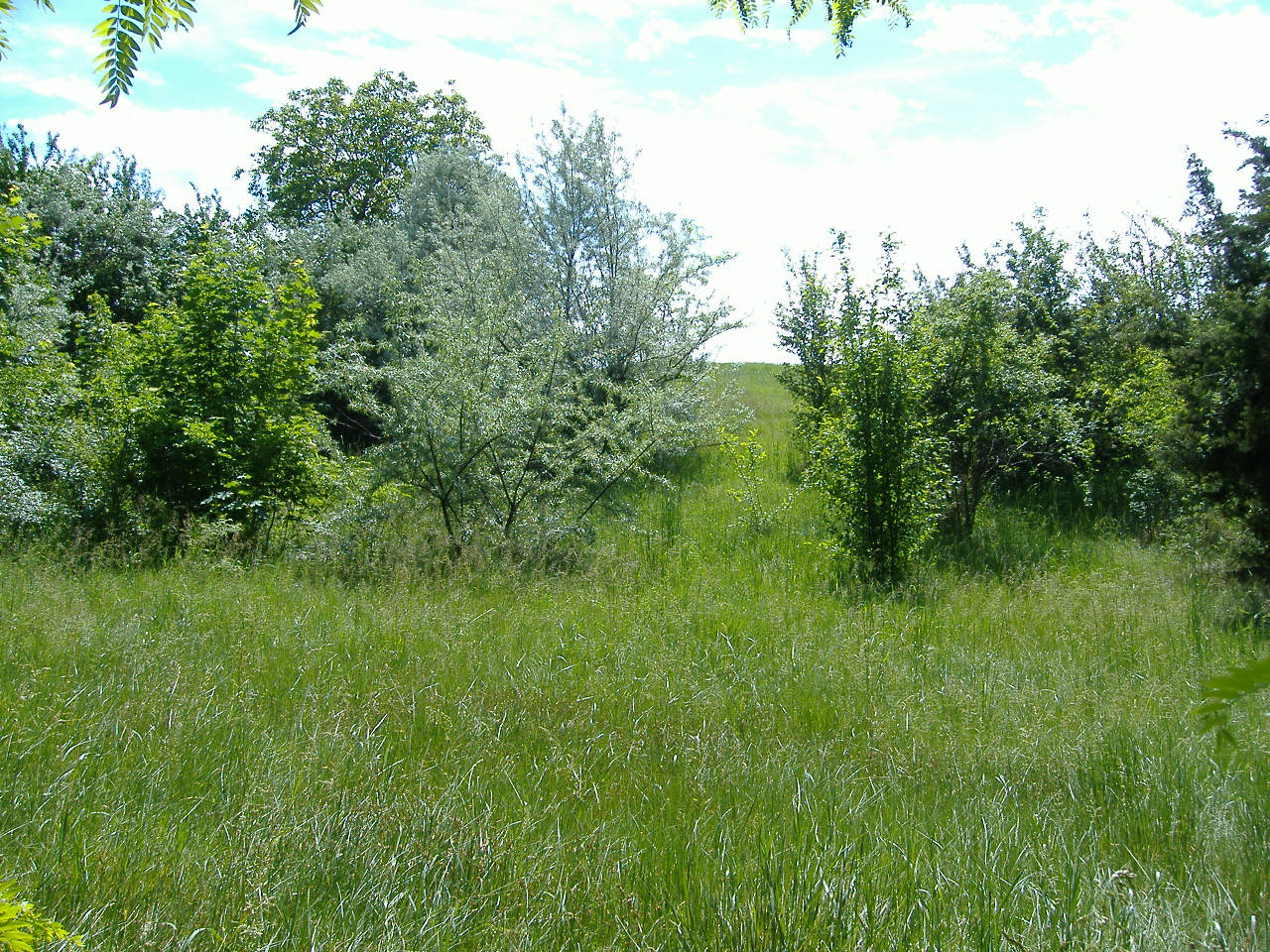
A Pozderka-halom látványa a fák közül

A 19. század első felében az Alföld még Európa egyik legnagyobb vízjárta területe volt. A folyószabályozások és a lecsapolások következtében megnőtt a mezőgazdasági területek aránya, de ezzel együtt felgyorsult a kunhalmok pusztulása is, s ennek elsődleges oka a mezőgazdasági tevékenység volt. Az alacsonyabb halmokat felszántották, s ezáltal tönkrementek a löszgyepek, ritka növények tűntek el. A magasabb halmokat, amelyeknek meredek oldala nem volt alkalmas a szántásra, befásították, legtöbbször a tájidegen, de gyorsan terjedő akácfával, amely hatására a talajban feldúsult a nitrogén, s megjelentek a löszgyepektől idegen gyomok, amelyek az eredeti növényzetet kiszorították. A löszgyepek túllegeltetés, túlkaszálás hatására, vagy monokultúrás nagyüzemi környezetben a kiszórt vegyszerektől is károsodhatnak. Nagyon sok halomnak ma már csak a hűlt helyét találjuk, mert anyagát elhordták útépítéshez, vagy éppen homokbányát nyitottak rajta. Más halmokra ráépítettek, s ezáltal elveszítették eredeti jellegüket, tájképi értéküket.
A már említett felmérés szerint a kunhalmok megoszlása vegetációtípus szerint a következő:
| Vegetációtípus          | Aránya |
| ----------------------- | ------ |
| Ősgyep                  | 7%     |
| Bolygatott, gyomos gyep | 23%    |
| Fa, cserje              | 3%     |
| Erdő                    | 7%     |
| Szántó                  | 47%    |
| Kert                    | 1%     |
| Kultúr jellegű          | 3%     |
| Ismeretlen              | 9%     |

### A kunhalmok védelme Magyarországon
A kunhalmok törvényi védettségét már a 19. század végétől sürgették a szakemberek, amióta bebizonyosodott ezen halmok mesterséges eredete. Ezt részlegesen az 1963. évi 9. számú törvény biztosította, de csak kevés halomnak adott védettséget, és ezek közül is a legtöbbnek csak ideiglenesen. Kissé javult a helyzet a Hortobágyi Nemzeti Park megalakításakor és a tájvédelmi körzetek kialakításakor, hiszen a területükön álló halmok területi védettséget kaptak. Más halmoknak (régészeti lelőhelyeknek) a múzeumok biztosíthattak védettséget.
Az 1990-es években néhány város a közigazgatási területén található kunhalmoknak helyi védettséget adott, de ezek a határozatok feleslegessé váltak, miután az 1996. évi LIII. törvény a természet védelméről már nevesítve is ex lege védettségben részesíti a kunhalmokat. Ekkor megindult a kunhalmok kataszterének, nyilvántartásának elkészítése. A kutatók elkezdték a még fellelhető halmok botanikai, zoológiai, talajtani felmérését és régészeti feltárását. Ezek alapján megkezdődhet egyes halmok botanikai rekonstrukciója.

#### Kiemelten védett halmok

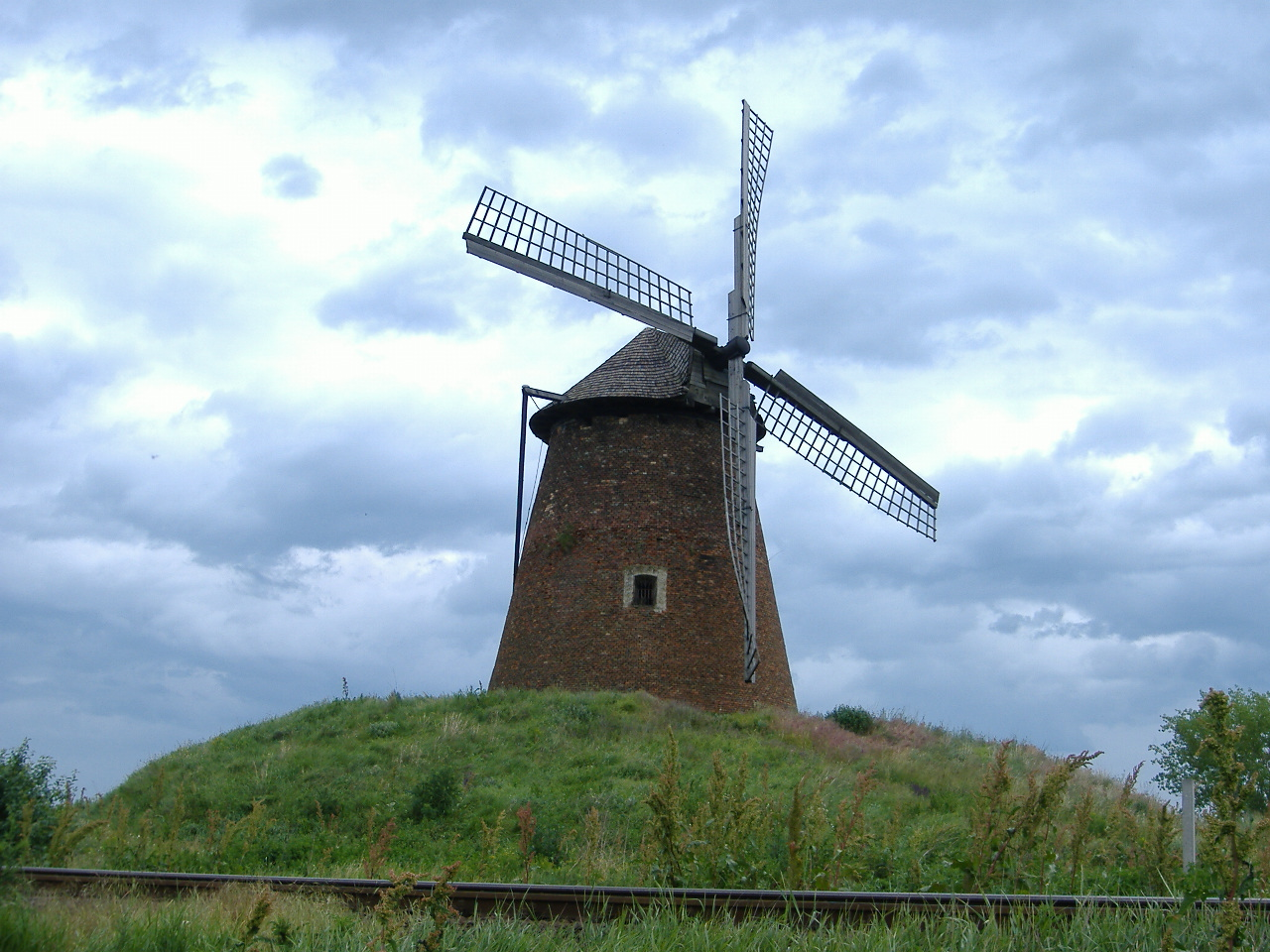
A kengyeli Szélmalom-domb.

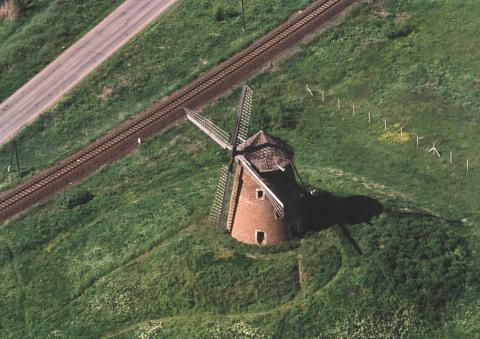
…és ugyanaz madártávlatból

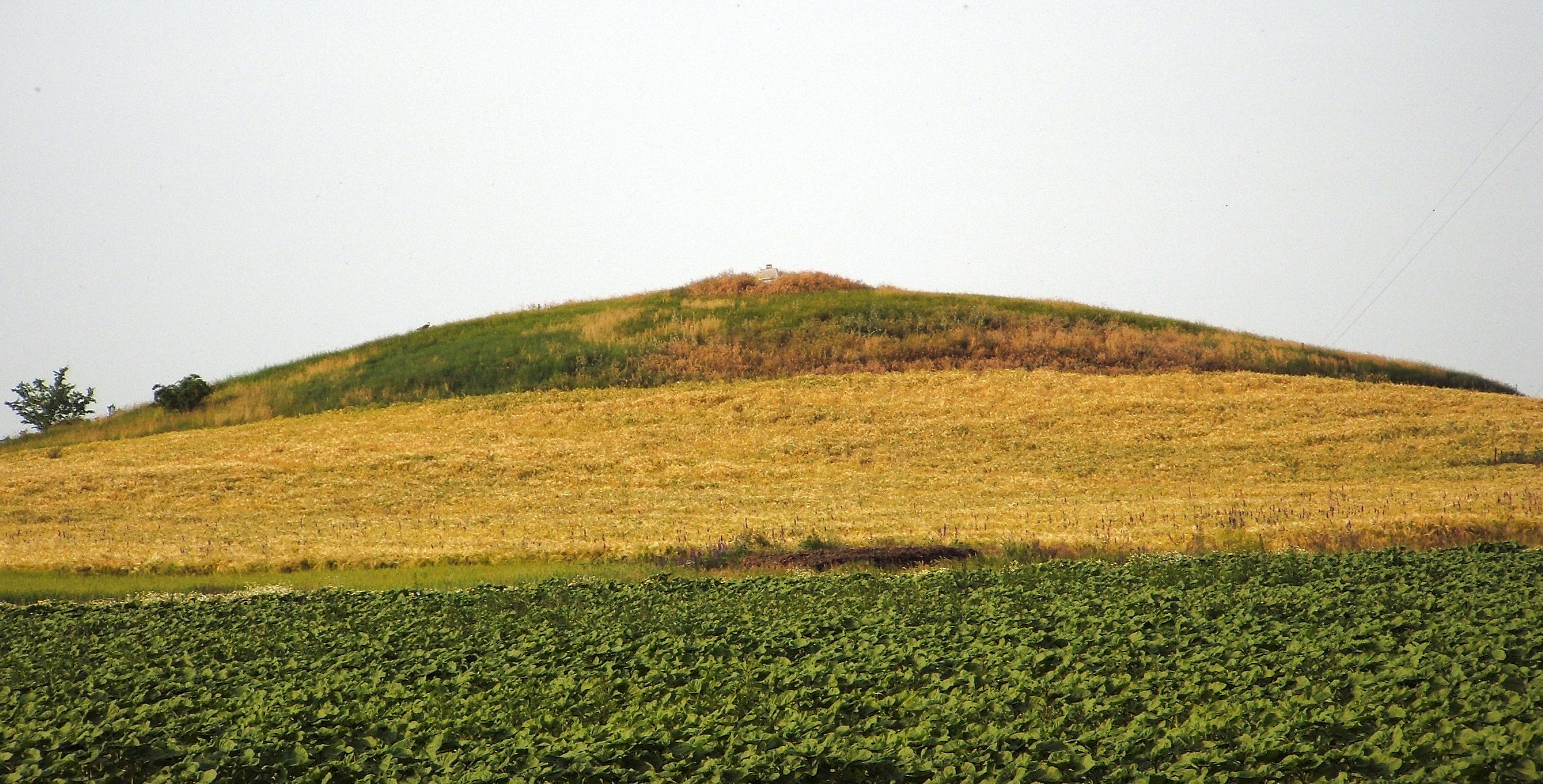
A Sáp-halom Szentes és Szegvár határánál, az egykori Sáp falu helyénél áll. A tetején tszf. 97 méteres magasságú földmérési alappont található.

- A hortobágyi szikesek halmai – megőrizték az eredeti alföldi löszvegetációt.
- A Kígyósi-puszta halmai – több gödörsíros (Jamnaja kultúra) és szarmatakori temetkezés mellett két rézkori településrészlet került feltárásra.
- A Pitvarosi-puszta halmai – értékes löszgyepek borítják.
- A Tócó-völgyi halomrendszer (Basahalom)
- Békésszentandrás: Gödény-halom – a legnagyobb magyarországi kunhalom.
- Dombegyház: Pávaszem-kurgáncsoport – a pávaszem rendszerű kurgáncsoport legnagyobbika a nyolc és fél méteres Kriptáj-domb, a csoport középső tagja a hun uralkodó itt feltételezett koporsójának legendájáról ismert Attila-halom.
- Jászberény: Szent Imre-halom

é. sz. 47° 29′ 09″, k. h. 19° 56′ 54″47.485711°N 19.948403°E,
- Karcag: Kis Gergely-halom – löszgyeppel borított halom.
- Karcag-Berekfürdő: Pincés-halom – a Nagykunság legépebben megmaradt halma, növényzetében ritka fajok találhatóak.
- Kengyel-Bagimajor: Bagi-halom (Szélmalom-domb) – már 1980-ban megyei védettséget kapott, a tetején álló szélmalom jelentős ipartörténeti műemlék.

é. sz. 47° 04′ 27″, k. h. 20° 19′ 51″47.074208°N 20.330828°E
- Kunhegyes: Gergely-halom – határhalom, amely három település, Kunmadaras, Kunhegyes és Karcag határán áll. Megbontották, de oldalát értékes löszgyep fedi.
- Onga: Kettős-halom – itt található az Alföld egyik legfajgazdagabb löszpusztagyepe.
- Öcsöd-Mezőhék közötti úton egy erősen beszántott és egy viszonylag ép kunhalom található.

é. sz. 46° 56′ 59″, k. h. 20° 23′ 14″46.949856°N 20.387092°E, é. sz. 46° 57′ 39″, k. h. 20° 24′ 24″46.960919°N 20.406611°E
- Tószeg: Kucorgó-halom – értékes bronzkori lelőhely.

é. sz. 47° 06′ 01″, k. h. 20° 08′ 22″47.100378°N 20.139386°E
- Túrkeve: Tere-halom – különleges régészeti értékkel bíró tellhalom.
- Vésztő-Mágor: Kettős-halom – őskori települések maradványait és Árpád-kori templom és monostorrom maradványait tárták fel.

## Egyéb halmok
- Inota délkeleti határában található két (helyreállított), késő római kori halom:

é. sz. 47° 11′ 45″, k. h. 18° 11′ 06″47.195878°N 18.185097°E, 
é. sz. 47° 11′ 43″, k. h. 18° 11′ 08″47.195397°N 18.185622°E
- Nemesvámos, római kori halom:

é. sz. 47° 03′ 09″, k. h. 17° 53′ 12″47.052564°N 17.886769°E
- Az abonyi elkerülő mellett:

é. sz. 47° 12′ 03″, k. h. 19° 57′ 08″47.200786°N 19.952356°E

## Mindszenti kunhalmok

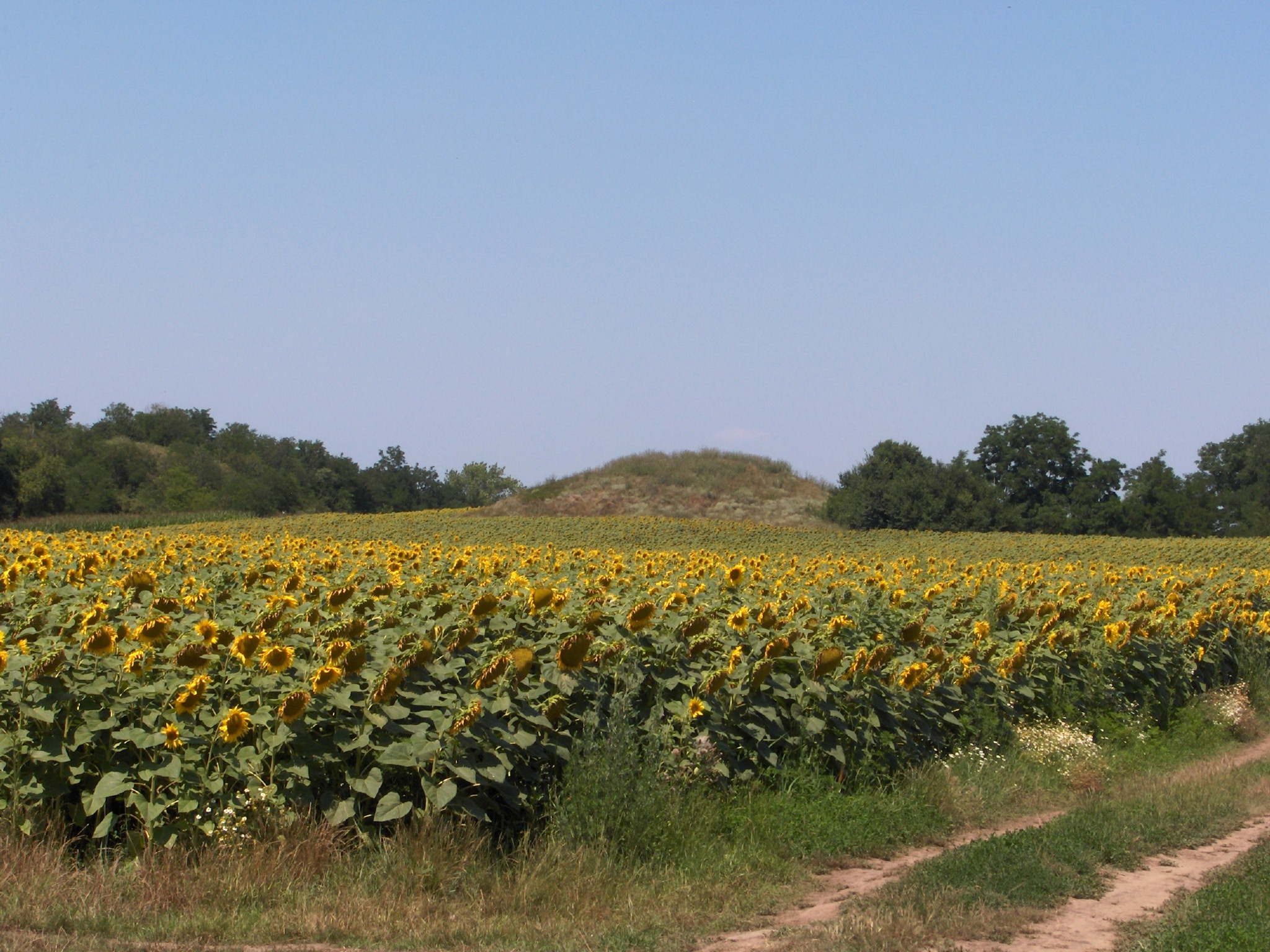
Az értékes löszgyep vegetációjú Sebek-halom Mindszent határában
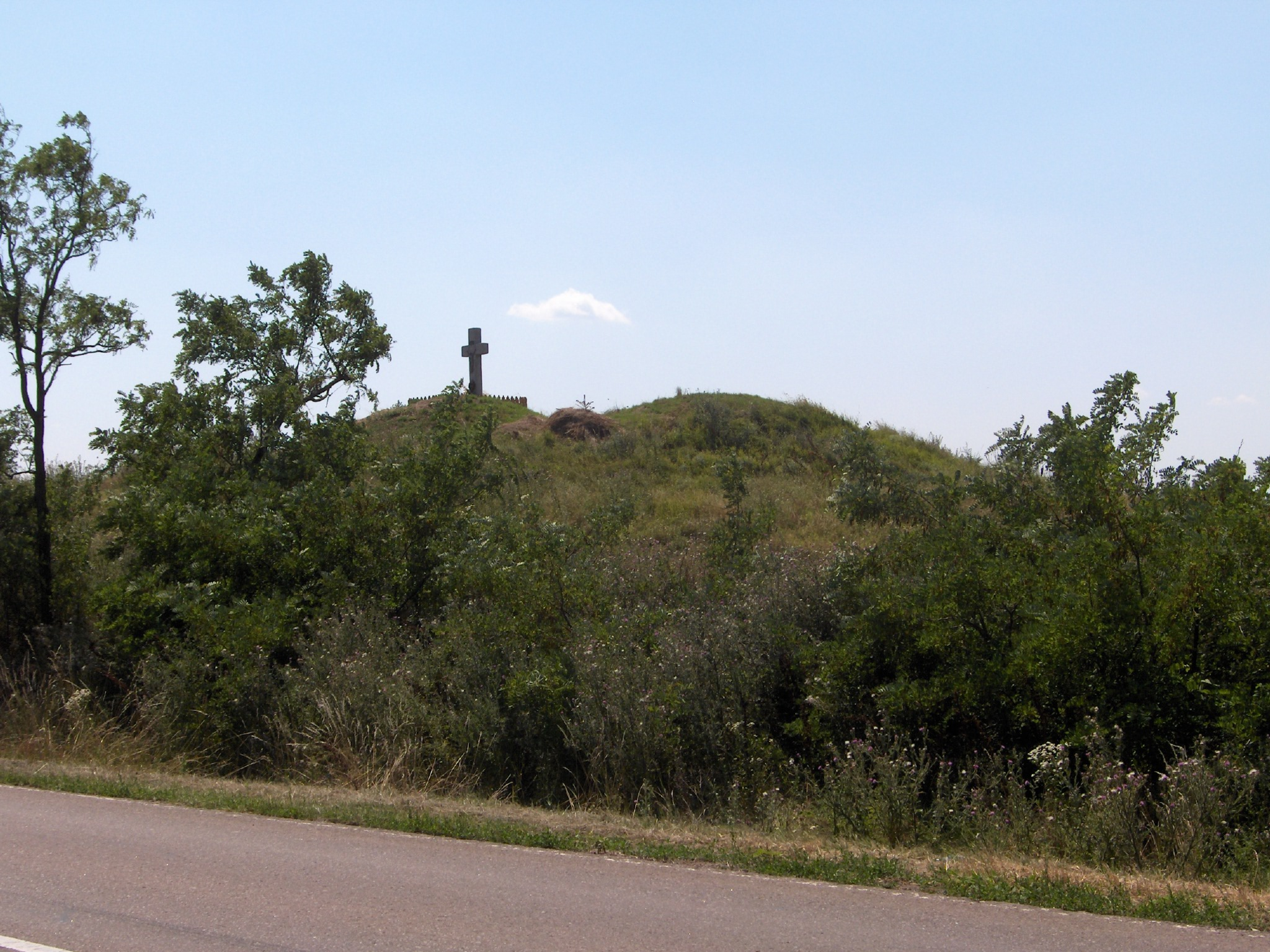
A mindszenti Nagy-Ludas-halom, a tetején kőkereszttel. A középkorban boszorkányok találkozóhelyének hitték. Löszgyepe degradálódik
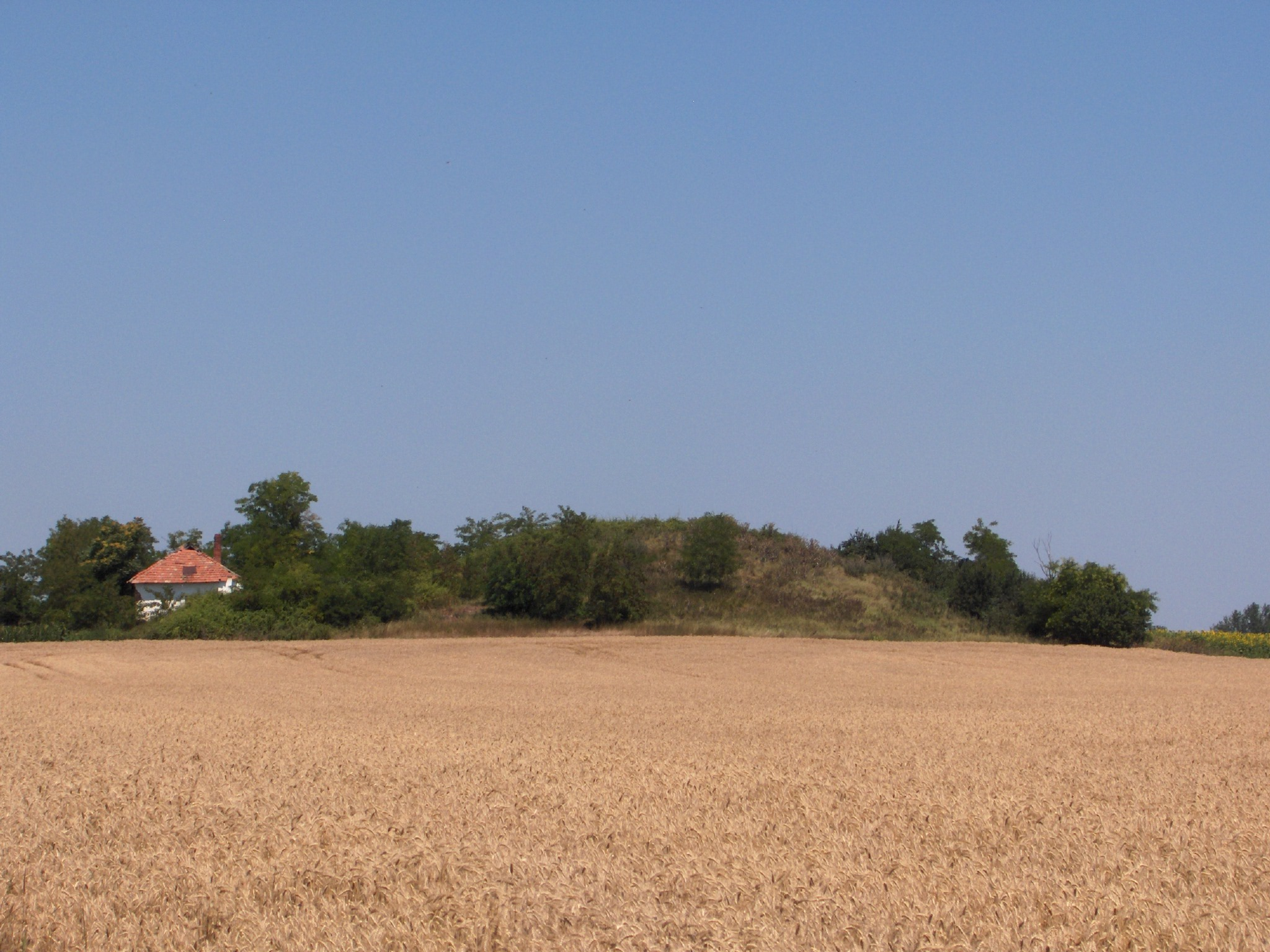
Józsepi-halom, felszínén taréjos búzafű, elhagyott tanyával
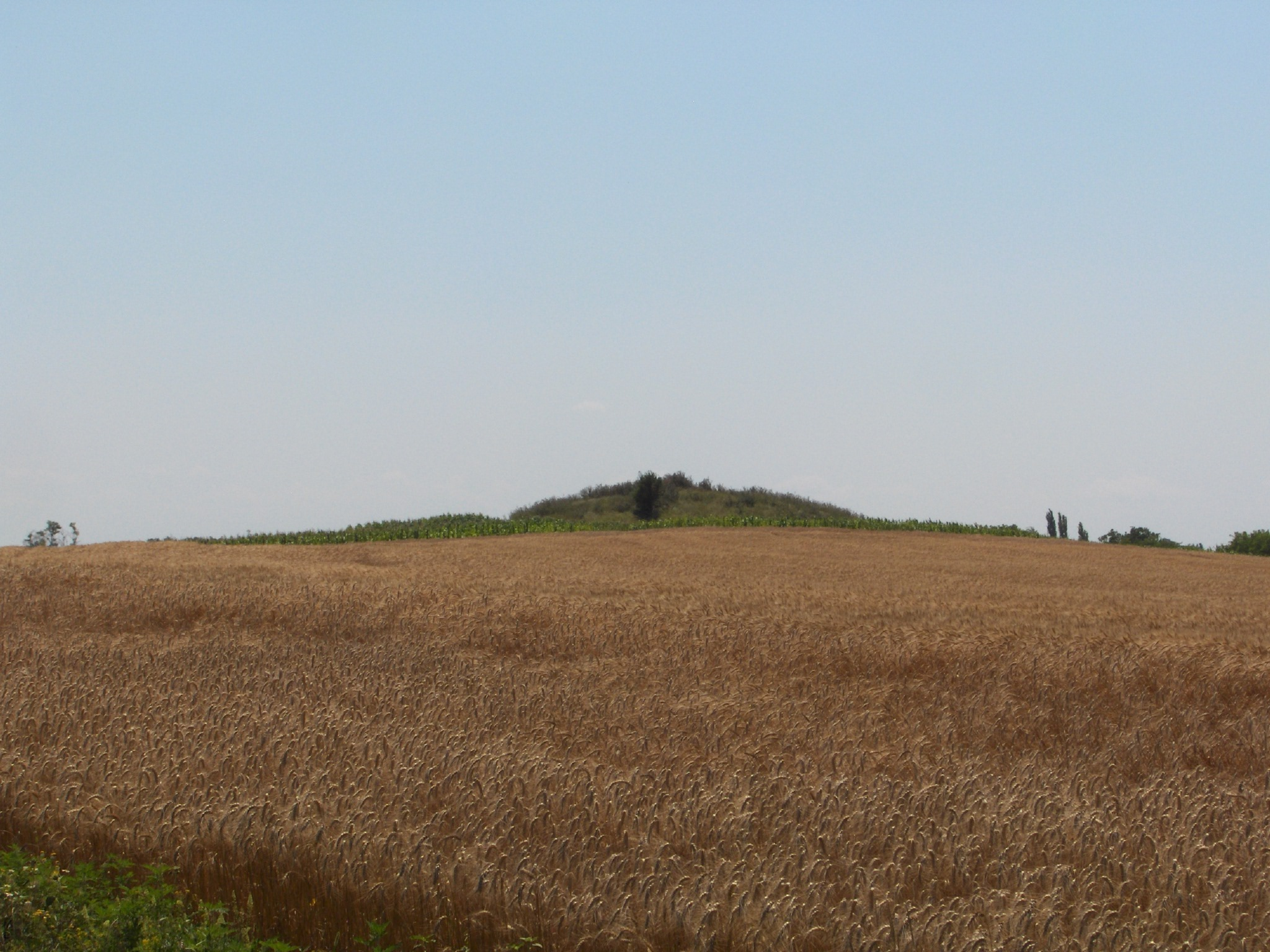
A Hegyes-halom vagy Högyös-halom jórészt elszántott torzója
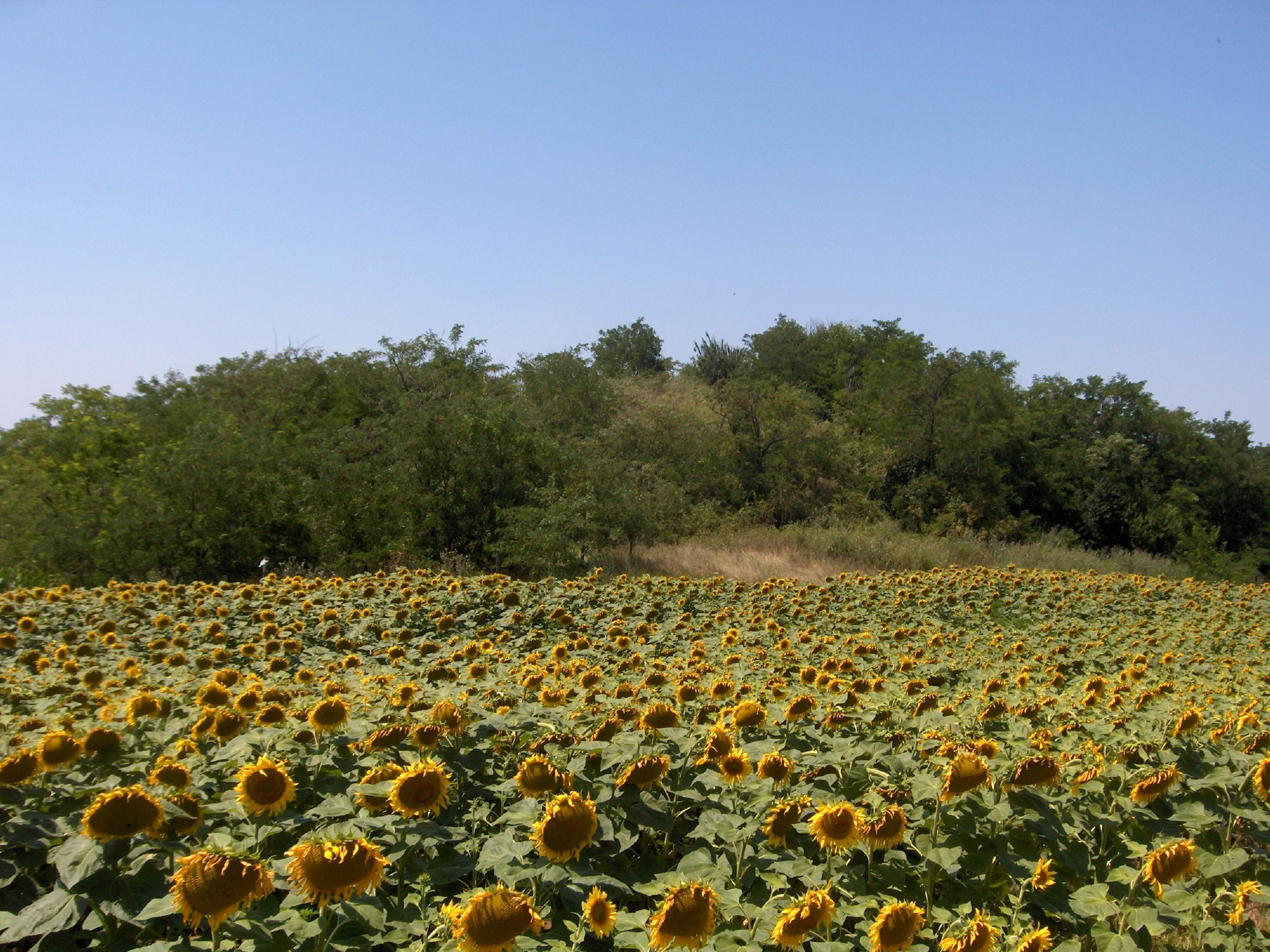
A teljesen fás Tóth-Ferkó halom közvetlenül a Sebek-halom mellett magasodik
A Balástya-halom Szegvár határában

## Szentesi kunhalmok

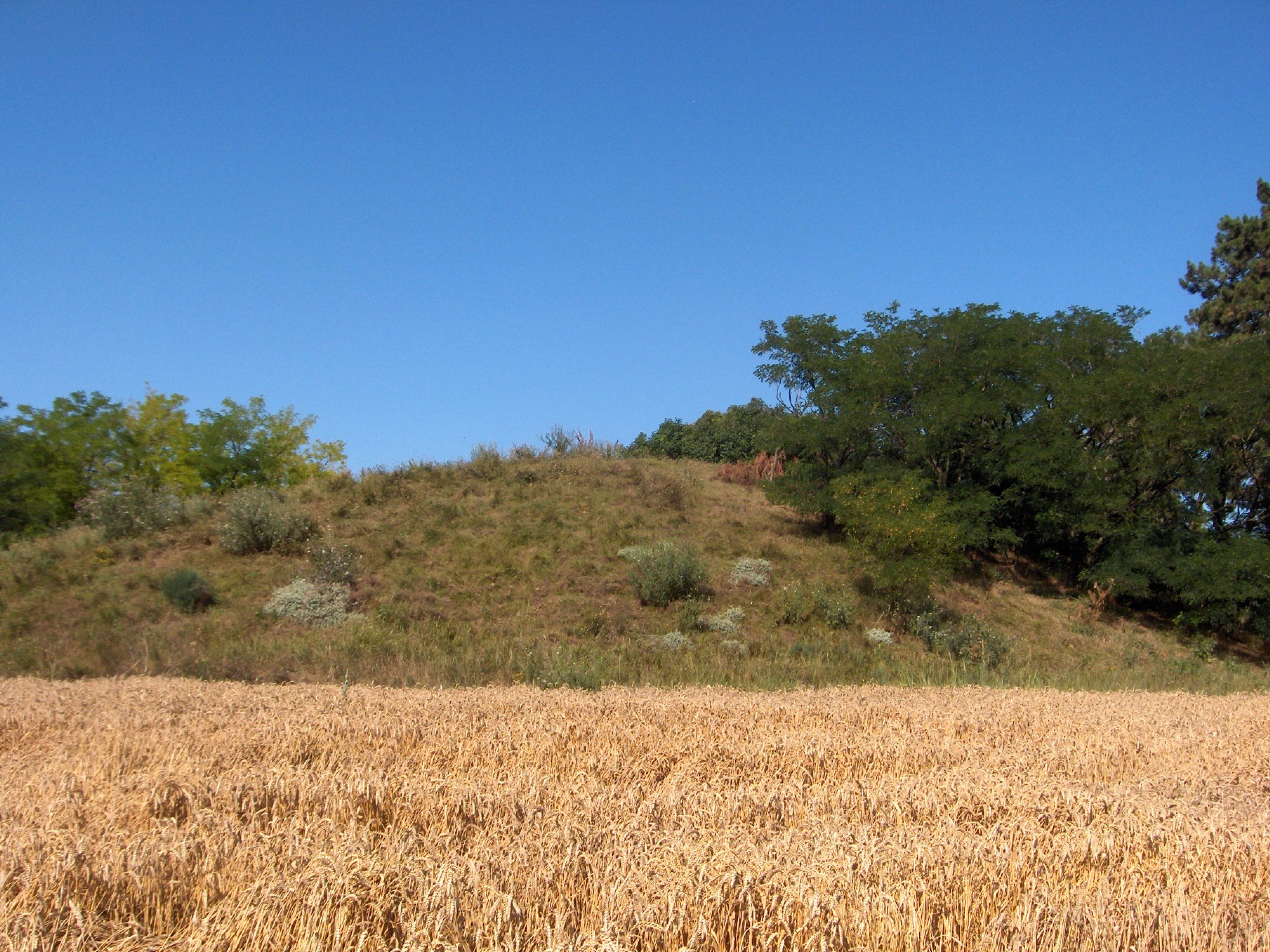
Kántor-halom Szentes határában, felszínén állományalkotó a taréjos búzafű
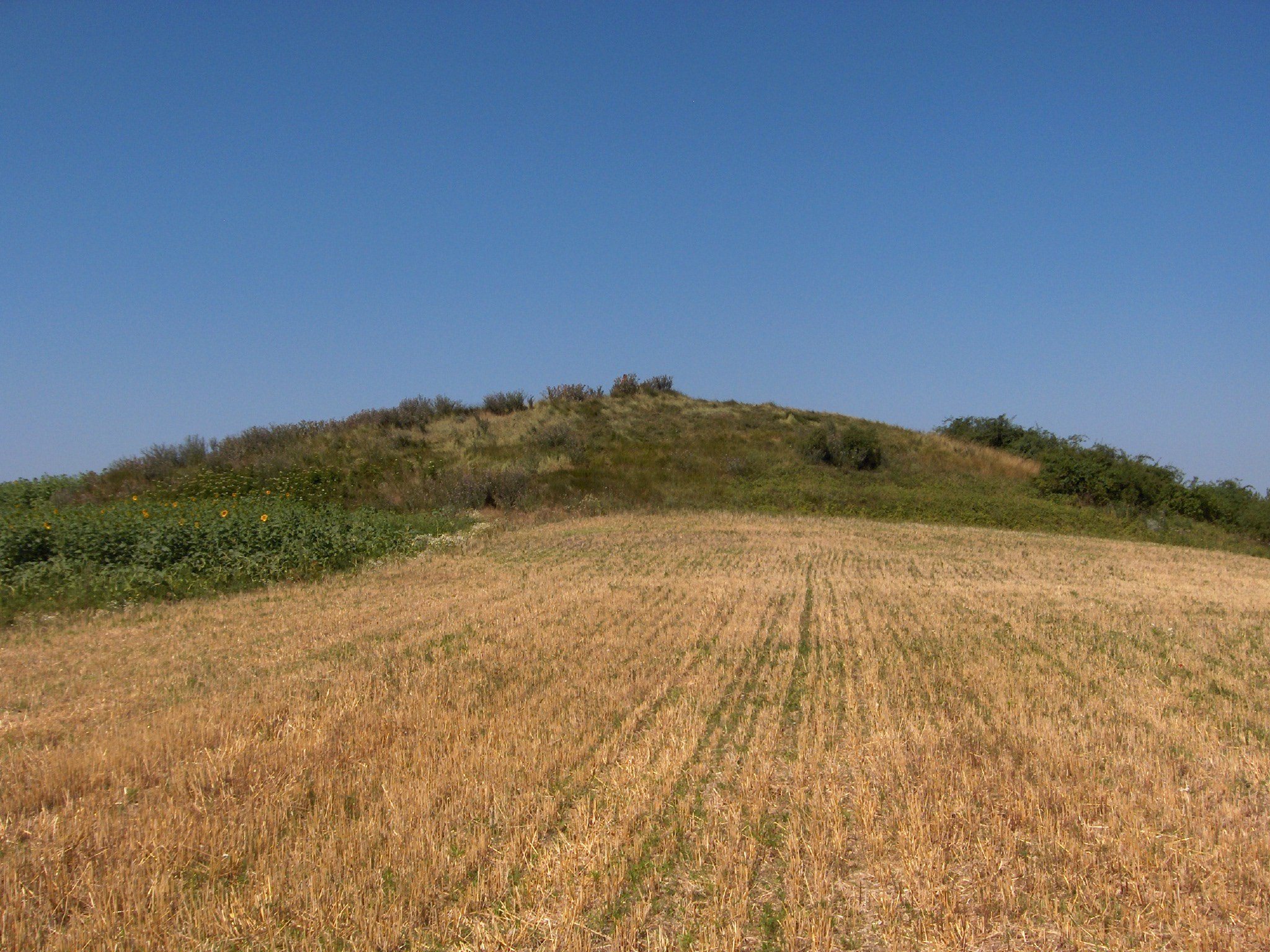
Messzire látszó Sáp-halom, részben gyomosodva és mára részben becserjésedve magasodik
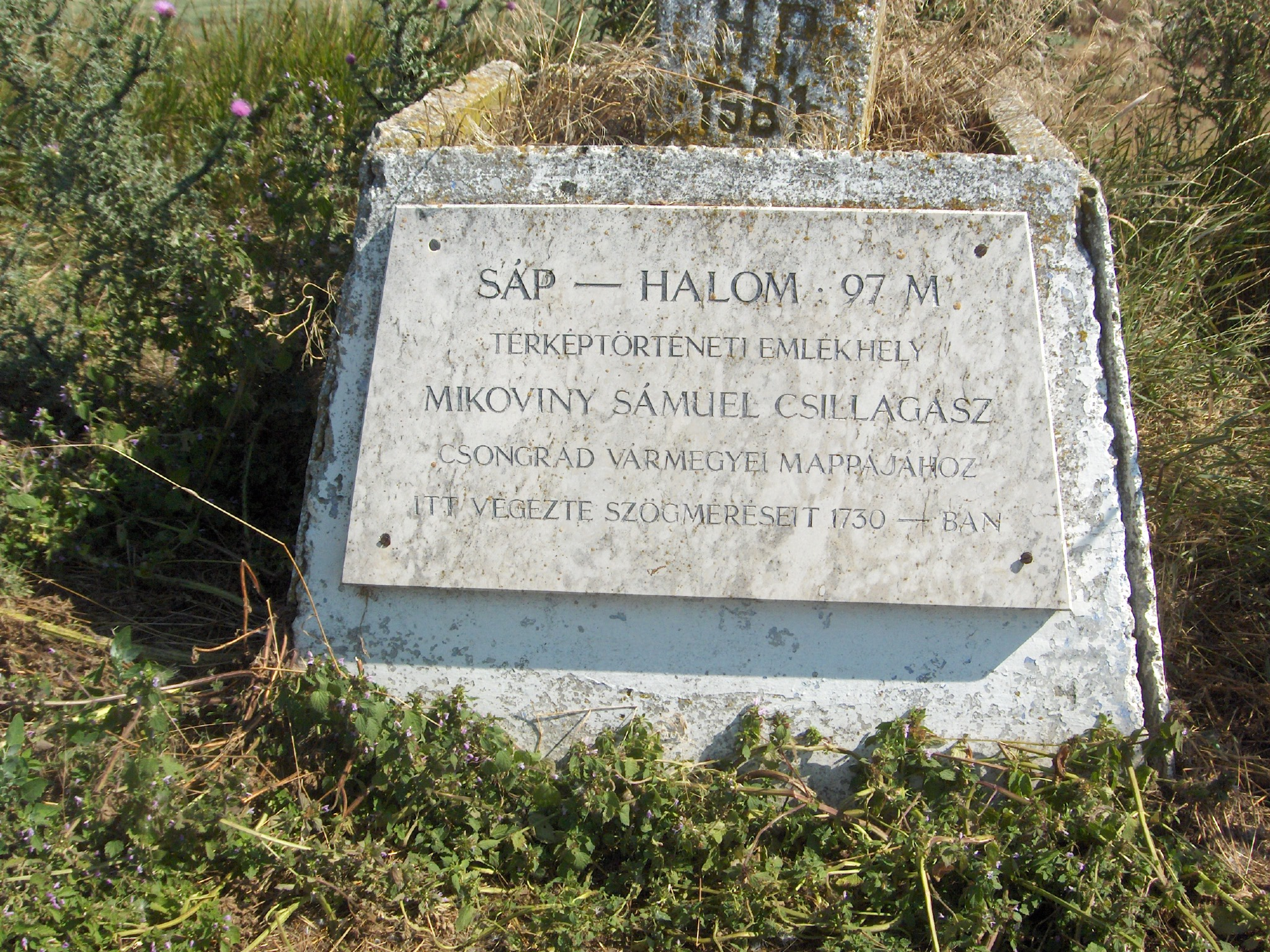
A Sáp-halom tetején található emléktábla, Mikoviny Sámuel tiszteletére
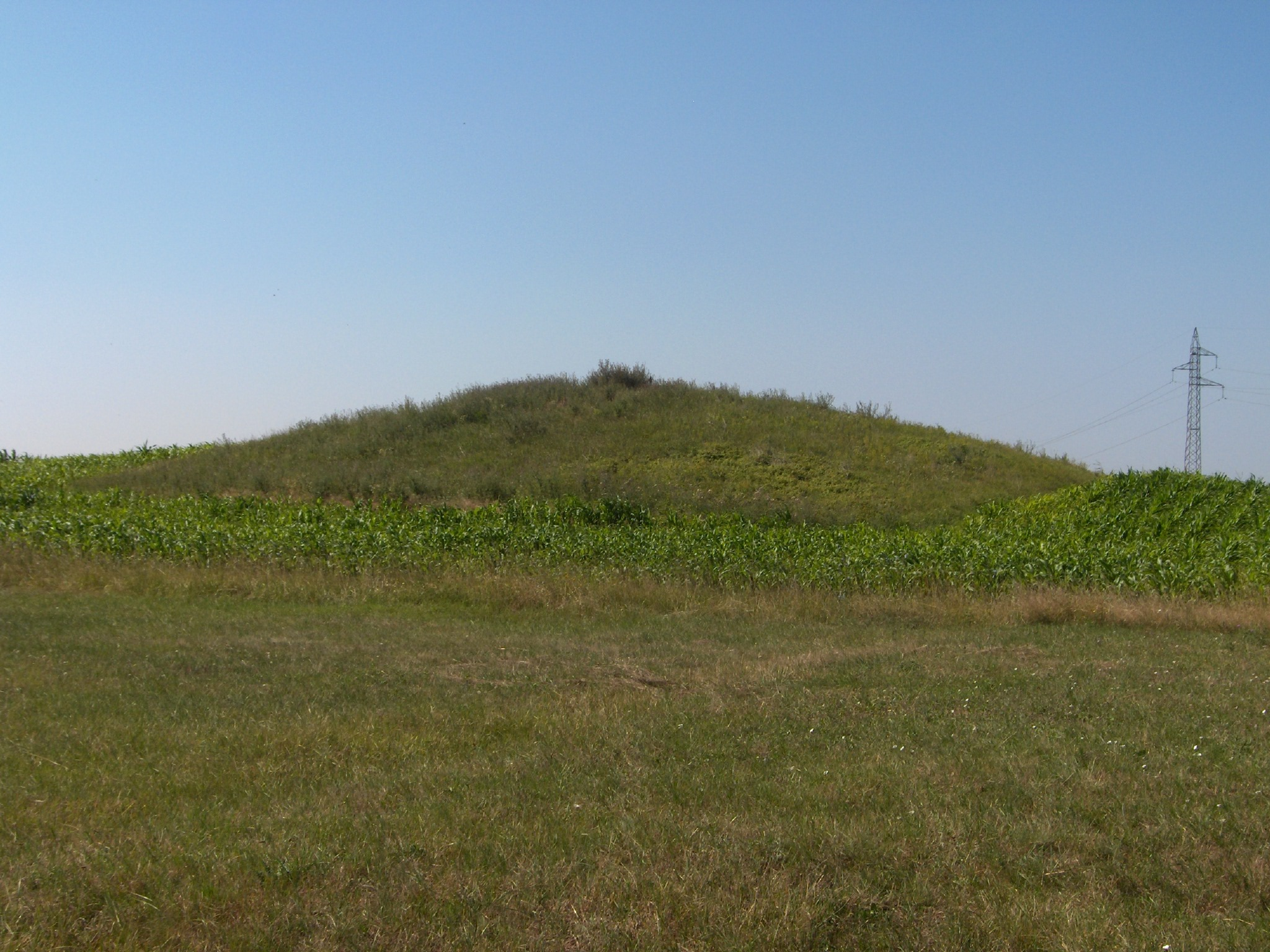
Piponya-halom, felszínén gyomtársulásokkal

## Szapárfalu kunhalom

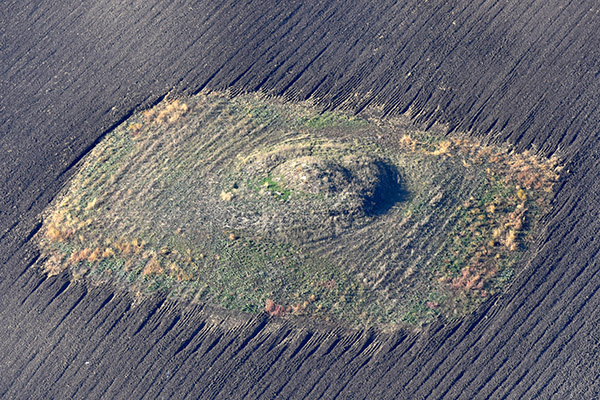
Szapárfalu kunhalom légi felvételen
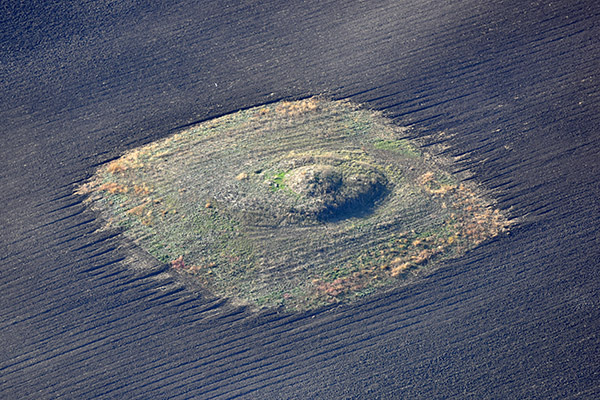
Szapárfalu kunhalom madártávlatból